# Досо
Досо́ (яп. 土倉, どそう, «комора-мазанка») — різновид лихваря або лихварської установи у середньовічній Японії 13 — 16 століття періодів Камакура і Муроматі. Основне заняття — фінансові і товарні опреції, переважно видача грошових кредитів і рисових позик.　В середньому кредитна ставка лихварських контор становила 40% у місяць.

## Короткі відомості
Традиційно японські лихварі називалися «позичальниками» , проте у 13 столітті вони стали зводити комори з стінами з глини (досо) для зберігання речей, які надавалися їм під заставу кліентами. Ці комори стали збірною назвою для позначення професії лихваря, а також його контори.
Основними центрами лихварів досо були міста Кіото і Нара регіону Кінкі. Зокрема, на середину 14 століття в Кіото нараховувалось 335 лихварських контор, 270 з яких знаходилися під патронатом буддистського монастиря Енрякудзі; а в Нарі розташовувалось понад 200. Податки, які стягувалися з їхньої діяльності, забезпечували фінансову міць центрального самурайського уряду.
Серед досо було багато заможних жінок і буддистських ченців. Паралельно з видачею позик, чимало з них займалися виготовленням саке, місо і вели власні господарства, переважно їдальні та шинки. Ця діяльність зближала їх з іншим різновидом лихварів — корчмарями сакая.
Досо часто ставали об'єктом нападу японських селян, міщан і незаможніх вояків під час «земельних повстань», вимогами яких були зменшення відстокової ставки кредиту або її повна касація. У зв'язку з цим лихварі часто формували власні збройні загони для опору повстанцям.
Інститут досо занепав у зв'язку з настанням періодом міжусобиць у 15 — 16 століттях. Частина заможних досо перейшла на службу до регіональних володарів, перетворившись на їхніх фінансистів та офіційних купців.